# Nandipha Mntambo

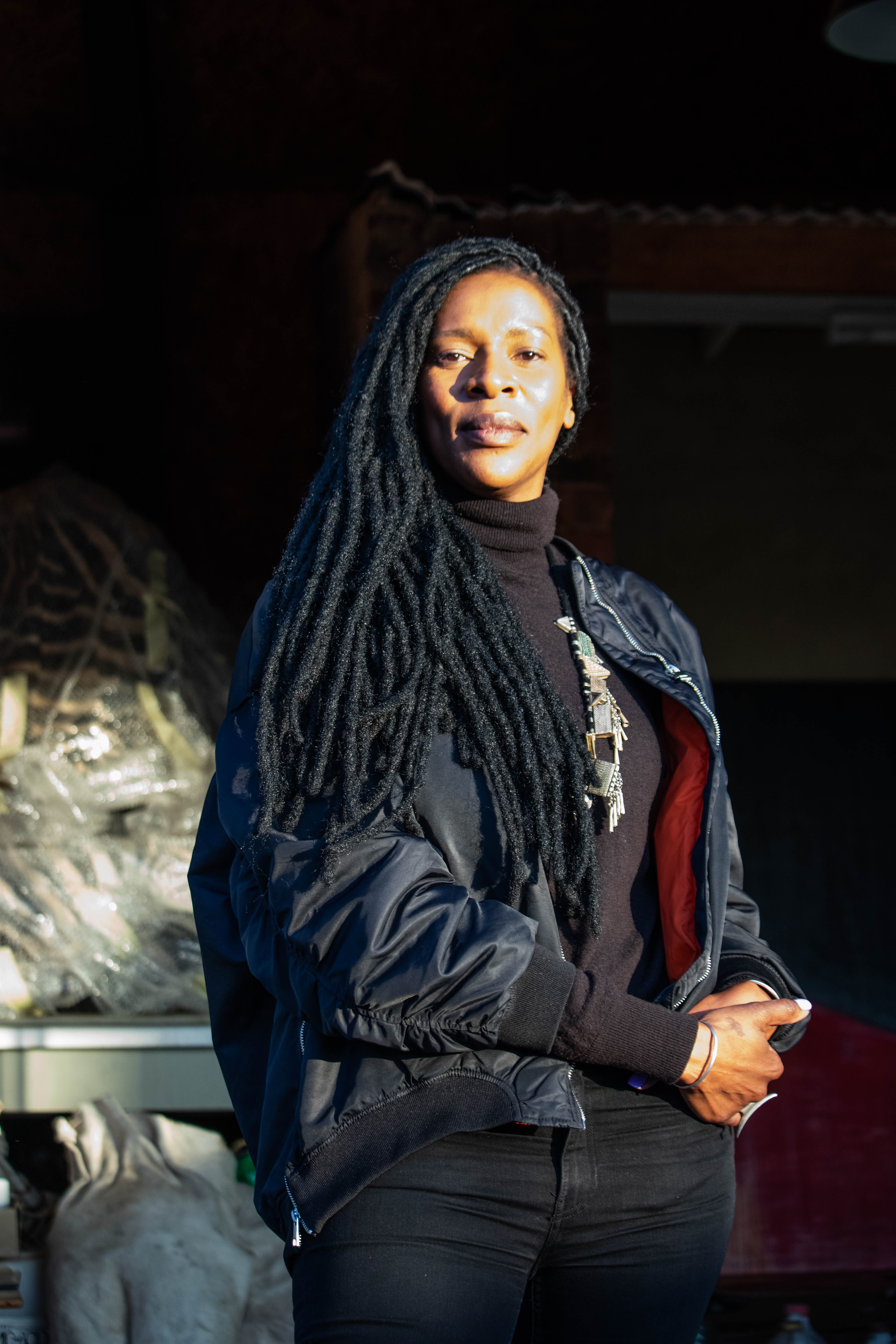
Nandipha Mntambo (2023)

Nandipha Mntambo (* 1982 in Swasiland) ist eine südafrikanische Künstlerin, die bekannt wurde durch Skulpturen, Videos und Fotografien, in denen sie mit Hilfe von Materialien aus Natur und Tierwelt Körper und Identität der Frau thematisiert.

## Biographie
Nandipha Mntambo studierte Kunst an der Michaelis School of Fine Art in Kapstadt, Südafrika, wo sie 2007 mit einem Master in Fine Art und mit Auszeichnung abschloss.
Mntambo lebt und arbeitet in Südafrika.

## Werk und Arbeitsweise
In ihren Arbeiten thematisiert Mntambo durch die Verwendung natürlicher Materialien den menschlichen, vor allem den weiblichen Körper sowie die organische Natur unserer Identität. Sie experimentiert dabei mit verschiedenen Medien und Formen wie Skulptur, Video und Fotografie. Eines der bevorzugten Materialien für ihre Arbeiten ist Kuhhaut, welche sie häufig als Hülle/Bedeckung für menschlichen Körper – knochenlose Skulpturen – verwendet. So oszilliert dieses Material zwischen dem Hervorrufen der Assoziationen von Kleidungsstücken, die nach dem individuellen Willen getragen werden können, sowie denen von Körpern, die einst von lebenden, atmenden und kauenden Wesen mit vier Mägen bewohnt waren. Mntambo sucht gezielt diese Zweideutigkeit und das Spiel mit der mal mehr, mal weniger starken Spannung sowie der Manipulation des Blicks des Betrachters.
Über ihre Arbeiten sagt sie:
„Mein Ziel ist es, die physischen und taktilen Eigenschaften von Tierhaut sowie Aspekte der Kontrolle zu erforschen, die es mir erlauben oder verbieten dieses Material im Kontext des weiblichen Körpers sowie der zeitgenössischen Kunst zu manipulieren. Ich habe Kuhfell verwendet um erwartete Assoziationen mit körperlicher Präsenz, Weiblichkeit, Sexualität und Verwundbarkeit zu unterlaufen. In meinen Arbeiten versuche ich, vorgefasste Meinungen hinsichtlich des weiblichen Körpers in Frage zu stellen und zu unterlaufen.“ (Zitat aus dem Katalog Nandipha Mntambo: ingabisa. Michael Stevenson (2007))

## Ausstellungen

### Einzelausstellungen (Auswahl)
- 2014 Transience, Stevenson, Johannesburg
- 2013 Nandipha Mntambo, Zeitz MOCAA Pavilion, Victoria & Alfred Waterfront, Kapstadt
- 2013 Nandipha Mntambo, Andréhn-Schiptjenko, Stockholm, Schweden
- 2012 Faena, Oliewenhuis Art Museum, Bloemfontein; Standard Bank Gallery, Johannesburg; University of Potchefstroom Art Gallery, Potchefstroom
- 2012 The Unspoken, Stevenson, Kapstadt
- 2011 Faena, National Arts Festival, Grahamstown; Nelson Mandela Metropolitan Art Museum, Port Elizabeth; Iziko South African National Gallery, Kapstadt
- 2009 Umphatsi Wemphi, Brodie/Stevenson, Johannesburg
- 2009 The Encounter, Michael Stevenson, Kapstadt
- 2007 'Ingabisa', Michael Stevenson Gallery, Kapstadt
- 2007 'Locating me in order to see you' (Master's exhibition), Michaelis Gallery, Kapstadt

### Gruppenausstellungen (Auswahl)
- 2014 Performance Now, Queensland University of Technology Art Gallery, Brisbane, Australien
- 2014 Chroma, Stevenson, Kapstadt
- 2014 The Danjuma Collection: One Man’s Trash (Is Another Man’s Treasure), 33 Fitzroy Square, London
- 2014 From Sitting to Selfie: 300 Years of South African Portraits, Standard Bank Gallery, Johannesburg
- 2014 The Divine Comedy. Heaven, Purgatory and Hell Revisited by Contemporary African Artists, Museum für Moderne Kunst (MMK), Frankfurt/Main
- 2013 A Sculptural Premise, Stevenson, Kapstadt
- 2013 My Joburg, La Maison Rouge, Paris; Staatliche Kunstsammlungen Dresden
- 2013 Female Power: Matriarchy, Spirituality and Utopia, Arnhem Museum, Arnheim, Niederlande
- 2012 The Rainbow Nation, Museum Beelden aan Zee, Den Haag, Niederlande* 2012 3rd Moscow International Biennale for Young Art, Moskau
- 2012 Viewpoint: A Closer Look at Showing, Huis Marseille, Amsterdam
- 2012 Mine – A selection of films by SA artists, Dubai Community Theatre and Arts Centre, Dubai
- 2011 ARS 11, Kiasma Museum of Contemporary Art, Helsinki
- 2011 Contemporary South African Artists, Turner Galleries, Perth, Australien
- 2011 Mine – A selection of films by SA artists, Iwalewa-Haus, Universität Bayreuth* 2010 Peekaboo: Current South Africa, Tennis Palace Art Museum, Helsinki
- 2010 Ampersand, Daimler Contemporary, Berlin
- 2010 The Beauty of Distance: Songs of survival in a precarious age, 17th Biennale of Sydney, Australien
- 2010 SPace: Currencies in contemporary African art, Museum Africa, Newtown, Johannesburg
- 2010 Dak’Art, 9th Dakar Biennale, Senegal
- 2010 Life Less Ordinary: Performance and display in South African art, Ffotogallery, Cardiff, Wales
- 2010 The Good Old Days, Aarhus Art Building, Dänemark
- 2010 Hautnah: Hair in art and culture, Kunstverein Leonberg, Deutschland
- 2010 Toros! Works from the 19th, 20th and 21st centuries, Galerie Sophie Scheidecker, Paris
- 2010 She Devil, Studio Stefania Miscetti, Rom
- 2009 Hautnah: Hair in art and culture, Museum Villa Rot, Burgrieden-Rot, Deutschland
- 2009 Les Rencontres de Bamako biennial of African photography, Bamako, Mali
- 2009 Life Less Ordinary: Performance and display in South African art, Djanogly Gallery, Nottingham, Vereinigtes Königreich
- 2009 La modernité dans l’art africain d’aujourd’hui, Panafrican Cultural Festival of Algiers
- 2009 Undercover: Performing and Transforming Black Female Identities, Spelman College Museum of Fine Art, Atlanta, USA
- 2009 Works from the 2008 Dak’art biennale, Ifa-Galerie, Berlin und Stuttgart
- 2009 Number Two: Fragile, Julia Stoschek Collection, Düsseldorf
- 2009 Why not?, Kuckei + Kuckei, Berlin
- 2009 Beauty and Pleasure in South African Contemporary Art, The Stenersen Museum, Oslo
- 2008 'Disguise', Michael Stevenson Gallery, Kapstadt
- 2008 Dak'art, Dakar Biennale, Senegal
- 2008 'Black Womanhood: Images, Icons, and Ideologies of the African Body', Hood Museum of Art, Dartmouth College, Hanover, New Hampshire, USA
- 2008 'Skin-to-skin: Challenging textile art', Standard Bank Gallery, Johannesburg
- 2008 '.za: giovane arte dal Sudafrica', Palazzo delle Papesse, Siena, Italien
- 2008 'The Trickster' at ArtExtra, Johannesburg
- 2007 'Summer 2007/8', Michael Stevenson, Kapstadt
- 2007 'Apartheid: The South African Mirror', Centre de Cultura Contemporania de Barcelona, Barcelona
- 2007 'Afterlife', Michael Stevenson Gallery, Kapstadt
- 2006 'MTN New Contemporaries', Johannesburg Art Gallery, Johannesburg
- 2006 'Second to None', Iziko South African National Gallery, Kapstadt
- 2005 'In the making: Materials and Process', Michael Stevenson Gallery, Kapstadt
- 2001/2 Kuratorin des Parliamentary Millennium Project (PMP)

## Auszeichnungen
- 2014 Nominiert für den AIMIA | AGO Photography Prize (Kanada)
- 2011 Standard Bank Young Artist for Visual Art
- 2010 Wits/BHP Billiton Fellowship
- 2005 Curatorial Fellowship, Brett Kebble Art Awards
- 2003/4 Mellon Meyers Fellowship, Michaelis School of Fine Arts